# Wittnau (Argóvia)
Wittnau é uma comuna da Suíça, situada no distrito de Laufenburg, no cantão de Argóvia. Tem 11,25 km² de área e sua população em 2018 foi estimada em 1.309 habitantes.